# Зигмунт Ернест Денхоф
Зигмунт Ернест Денхоф (на полски: Zygmunt Denhoff (Dönhoff); на немски: Zygmunt Ernest Denhoff; Siegmund Ernst Prinz von Dönhoff; † 1655) е принц, резач на храната на полската кралица Луиза Мария Гонзага и старост на Бромберг.

## Биография
Той е вторият син на Каспар Дьонхоф (1587 – 1645), граф (1635), княз (1637), войвода на Дорпат и Шерадз, полски оберхофмаршал, и съпругата му Анна Александра Кониецполска († 1651). Брат е на принц Александер Денхоф († 1671), княз Станислаус Адолф Денхоф († 1653), и Анна Денхоф († 1656/1658), баба на полския крал Станислав Лешчински и прабаба на френската кралица Мария Лешчинска.
Денхоф е ритмайстер на Хусария, от 1650 до 1654 г. резач на храната на масата и довереник на кралицата, също старост на Бромберг, Велюн, Сокал, Болеславски, Бохуславски, Клоновски, дворец Лаис в Литва и Дувиногродцки. Участва в битки.

## Фамилия
Зигмунт Ернест Денхоф се жени за княгиня Анна Тереза Осолинска († 1651), дъщеря на канцлер княз Жерзи Осолински († 1650) и Изабела Данилович. Те имат четирима сина:)
- Жерзи Албрехт Денхоф(Георг) (* 7 април 1646; † 1702) архиепископ на Краков (1701 – 1702)
- Карл Каспар Денхоф († сл. 1689), принц, женен I. за Катарцина Брцоцовска, II. (1687) за Анна Лизаковска
- Франц (III) Богуслав Денхоф (* 1651; † ок. 1707), княз, женен I. за Ядвига Липска, II. (1680) за Еуфроцина Микиелска
- Станислав Казимир Денхоф (* 1651 – ?), принц